# Mački
Mački so naselje v Občini Velike Lašče.